# خليل زيبيك
خلـيل زيبيك (بالتركية: Halil Zeybek)‏ هو لاعب كرة قدم تركي في مركز الهجوم، ولد في 23 أغسطس 1985 في إسطنبول في تركيا. لعب مع بورصة سبور وتشايكور ريزه سبور وغيرسون سبور ونادي جوزتيبي ونادي فنربخشة وهاتاي سبور ويني ملطية سبور.

## وصلات خارجية
- خليل زيبيك على موقع اتحاد تركيا (لاعب) (الإنجليزية)
- خليل زيبيك على موقع قاعدة بيانات كرة القدم.إي يو (الإنجليزية)
- خليل زيبيك على موقع بيانات كرة القدم. دي إي (الألمانية)
- خليل زيبيك على موقع عالم كرة القدم.نت (الإنجليزية)